# SS Armenian (1895)
O SS Armenian foi um navio de carga construído em 1895 para a Leyland Line, mas administrado pela White Star Line a partir de 20 de março de 1903. Ele foi empregado no serviço de carga entre Liverpool e Nova Iorque, com o serviço de passageiros entre os dois portos sendo previamente retirado. Em 1910, ele recebeu a pintura da Leyland (uma chaminé rosa com o topo preto).

## Serviço na Guerra

### Segunda Guerra dos Bôeres
O Armenian foi equipado para transportar cavalos e utilizado como transporte durante a Segunda Guerra dos Bôeres. Em 1901, a embarcação transportou 963 prisioneiros de guerra para as Ilhas de Barrell e Burt.

### Primeira Guerra Mundial
O Armenian fez sua última viagem em 3 de março de 1917 antes de ser brevemente retirado de serviço e requisitado para o transporte de cavalos para a França.
Embora não fosse mais usado como navio de passageiros, o Armenian e o SS Turcoman foram utilizados para transportar os Grenadier Guards para a Bélgica em 7 de outubro de 1914.

## Naufrágio
Em 28 de junho de 1915, a embarcação foi avistada pelo submarino alemão U-24 em Trevose Head, na Cornualha. Depois de uma tentativa fracassada de fuga, a tripulação foi autorizada a abandonar o navio. A embarcação foi afundada por dois torpedos disparados contra sua popa. Vinte e nove membros da tripulação majoritariamente norte-americana foram perdidos no naufrágio, junto com a carga de 1.400 mulas.
Devido ao naufrágio do RMS Lusitania 52 dias antes, o naufrágio do Armenian causou uma segunda crise entre a Alemanha e os Estados Unidos, já que a maioria dos homens que morreram no desastre eram norte-americanos. Os sobreviventes foram resgatados no dia seguinte pelo navio President Stevens, embora quatro sobreviventes tenham morrido mais tarde.

## Descoberta
A descoberta dos destroços em 2002 revelou-se incorreta, com os destroços do cruzador auxiliar HMS Patia sendo identificado erroneamente por mergulhadores amadores. O Armenian foi apresentado no History Channel em um episódio de Deep Wreck Mysteries intitulado Search for the Bone Wreck, onde foi localizado com sucesso e identificado pelo caçador de naufrágios e arqueólogo Innes McCartney. Os destroços se encontram a 95 m de profundidade e a quarenta e cinco milhas do local de naufrágio relatado pelos britânicos.